# مرده یا زنده (بازی ویدئویی)
مرده یا زنده (به ژاپنی: デッドオアアライブ Deddo Oa Araibu) یک بازی ویدئویی در سبک مبارزه‌ای و اولین قسمت از سری بازی‌های مرده یا زنده شرکت ژاپنی تکمو است. این بازی در نوامبر ۱۹۹۶ بر روی آرکید، سپس در اکتبر ۱۹۹۷ بر روی سگا ساترن و در سال ۱۹۹۸ برای کنسول پلی‌استیشن عرضه شد.
مرده یا زنده یک بازی مبارزه‌ای ۳ دی یک به یک است که مبارزات در زمین مسابقه‌ای با فضایی محدود شکل می‌گیرد. هر شخصیت دارای سبک مبارزه، توانایی و حتی علاقه‌مندی‌های مختص به خود می‌باشد.